# Premiers secrétaires du Parti communiste de la RSS de Géorgie
Le Premier secrétaire du Parti communiste de la République socialiste soviétique de Géorgie est le principal dirigeant du Parti communiste (en) de la RSS de Géorgie et, de facto, le dirigeant effectif de celle-ci entre 1921 et 1990.

## Histoire
À la suite de l'invasion par les bolchéviks de la République démocratique de Géorgie en 1921, le pouvoir soviétique est imposé à la Géorgie. Le Parti communiste devient la seule formation politique autorisée, dirigée par le premier secrétaire.
Le titulaire est nommé par le premier secrétaire du Parti communiste de l'Union soviétique. Certains d'entre eux sont largement connus pour avoir exercé d'autres fonctions éminentes en dehors de la RSS de Géorgie, tels Béria et Edouard Chevardnadze.
Avec les premières élections libres de novembre 1990 et la mise en place d'un pouvoir non communiste dirigé par Zviad Gamsakhourdia, la fonction perd de son importance avant de disparaître en août 1991, avec la dissolution du Parti communiste.
| Période           | Période           | Nom                     |
| ----------------- | ----------------- | ----------------------- |
| mars 1921         | avril 1922        | Mamia Orakhelichvili    |
| avril 1922        | octobre 1922      | Mikheil Okudjava        |
| octobre 1922      | août 1924         | Vissarion Lominadzé     |
| août 1924         | mai 1930          | Mikheil Kakhiani        |
| mai 1930          | novembre 1930     | Levan Ghoghoberidzé     |
| novembre 1930     | septembre 1931    | Samson Mamulia          |
| septembre 1931    | novembre 1931     | Lavrenti Kartvelichvili |
| 14 novembre 1931  | 18 octobre 1932   | Lavrenti Beria          |
| 18 octobre 1932   | 15 janvier 1934   | Petre Agniachvili       |
| 15 janvier 1934   | 31 août 1938      | Lavrenti Beria          |
| 31 août 1938      | 2 avril 1952      | Candide Charkviani      |
| 2 avril 1952      | 14 avril 1953     | Akaki Mgeladzé          |
| 14 avril 1953     | 19 septembre 1953 | Alexandre Mirtskhoulava |
| 19 septembre 1953 | 29 septembre 1972 | Vassil Mjavanadzé       |
| 29 septembre 1972 | 6 juillet 1985    | Edouard Chevardnadze    |
| 6 juillet 1985    | 14 avril 1989     | Djoumber Patiachvili    |
| 14 avril 1989     | 7 décembre 1990   | Guivi Goumbaridzé       |
| 7 décembre 1990   | 19 février 1991   | Avtandil Margiani       |
| 20 février 1991   | 26 août 1991      | Djemal Mikeladzé        |